# Museu Nacional de Nara
O Museu Nacional de Nara (japonês:奈良国立博物館, nara kokuritsu hakubutsukan) é um museu de arte pre-eminente japonesa.
O museu está localizado  na cidade de  Nara, Japão.

## História
O projeto do edifício de autoria de Katayama Tōkuma (1854-1917), foi construído no estilo do Renascimento francês e concluído em 1894. O Museu Nacional abriu suas portas aos visitantes pela primeira vez em abril de 1895. Recebeu inicialmente o nome de Museu Imperial de Nara (japonês:帝国奈良博物館), nome com o qual ficou conhecido até 1952.

## Coleções
O museu é conhecido por sua coleção de arte budista, incluindo imagens, esculturas e artigos de altar. O local abriga e exibe obras de arte pertencentes a templos e santuários da área de Nara. São exibidas todos os anos durante o outono peças do acervo Shōsōin (Casa do Tesouro Nacional do Japão).